# Brun sandjägare
Brun sandjägare (Cicindela hybrida) är en skalbagge i familjen jordlöpare (Carabidae). 

## Kännetecken
Brunglänsande med ibland grönt inslag. Buken är metallgrön. Halssköldens och täckvingarnas kanter är röda. Den har tre eller fyra gulaktiga fläckar på varje täckvinge. Den liknar skogssandjägaren men är något mindre och inte lika mörk. Dessutom är de gula fläckarna större.

## Utbredning
Den bruna sandjägaren lever på sanddyner och andra öppna sandiga platser. Den har palearktisk utbredning. I Sverige finns den från Skåne upp till Dalsland och Värmland. 

## Källor

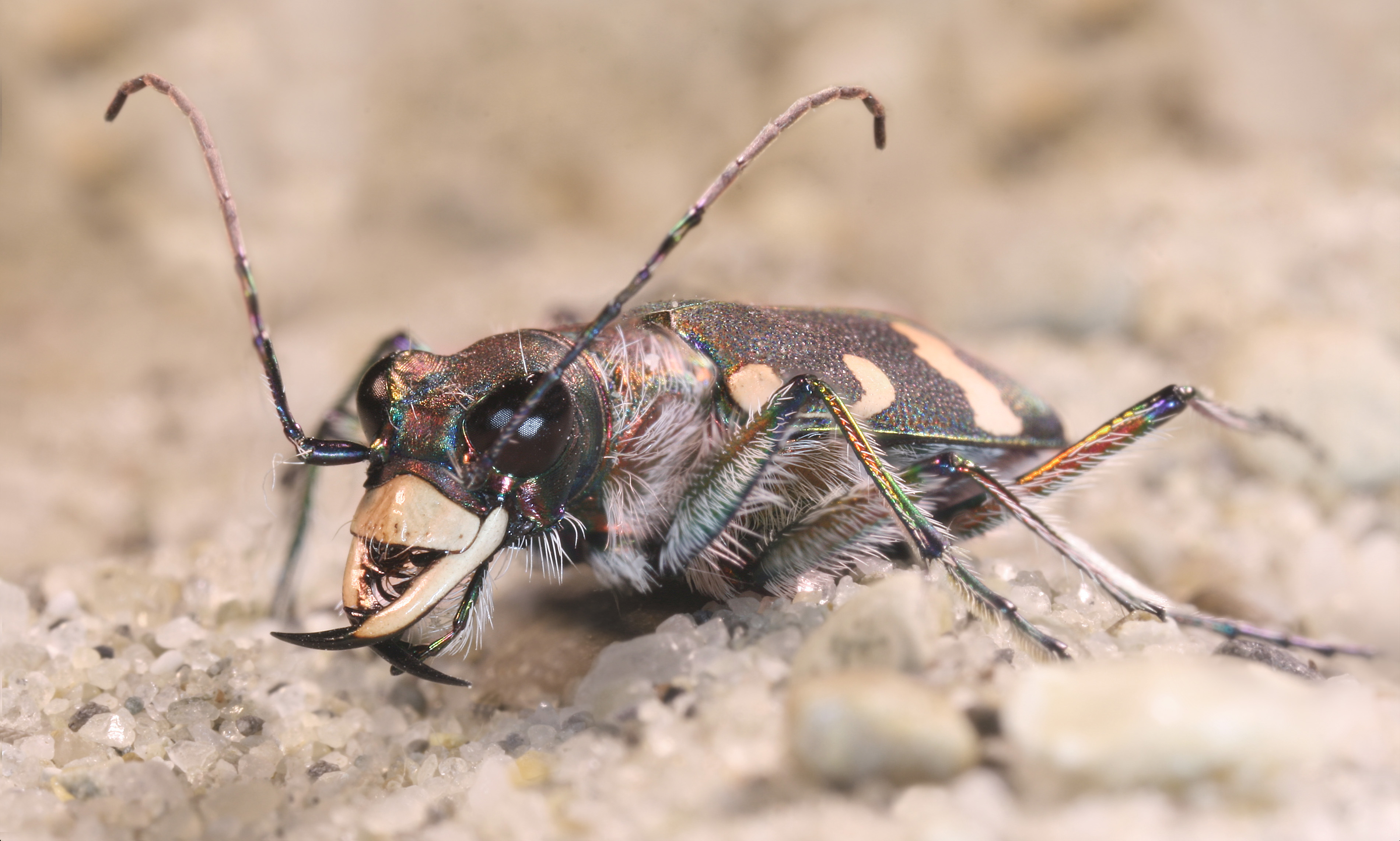